# Чемпіонат світу з трекових велоперегонів 1936
Чемпіонат світу з трекових велоперегонів 1936 проходив з 28 серпня по 6 вересня 1936 року в Цюриху, Швейцарія. Змагання проводилися у спринті та гонці за лідером серед професіоналів та у спринті серед аматорів.

## Медалісти

### Чоловіки
Професіонали
| Дисципліна       | Золото      | Срібло       | Бронза         |
| Спринт           | Джеф Шеренс | Луї Жерардін | Альберт Ріхтер |
| Гонка за лідером | Андре Рейно | Шарль Лакюе  | Жорж Ронсс     |

Аматори
| Дисципліна | Золото       | Срібло     | Бронза      |
| Спринт     | Арі ван Вліт | П'єр Жорже | Анрі Коллар |

## Загальний медальний залік
| Місце  | Країна      | Золото | Срібло | Бронза | Загалом |
| ------ | ----------- | ------ | ------ | ------ | ------- |
| 1      | Франція     | 1      | 3      |        | 4       |
| 2      | Бельгія     | 1      |        | 2      | 3       |
| 3      | Нідерланди  | 1      |        |        | 1       |
| 4      | Третій Рейх |        |        | 1      | 1       |
| Всього | Всього      | 3      | 3      | 3      | 9       |